# جامعة كونيغسبرغ
جامعة كونيغسبرغ (بالألمانية: Albertus-Universität Königsberg)‏ هي جامعة ألمانية ملغاة كان مقرها مدينة كونيغسبرغ في بروسيا الشرقية. تأسست سنة 1544 على يد الدوق ألبرشت دوق بروسيا، واشتهرت لذلك باسم جامعة ألبرت، أو ألبرتينا.
عقب انتهاء الحرب العالمية الثانية بهزيمة ألمانيا وضم مدينة كونيغسبرغ ـ بموجب اتفاقية بوتسدام الموقعة سنة 1945 ـ إلى الاتحاد السوفييتي، تغير اسم المدينة إلى كالينينغراد، وطُرد من بقي بالمدينة من سكانها الألمان، وأُغلقت جامعة كونيغسبرغ.

## من مشاهير الأساتذة والطلاب
- أدولف هورفيتز
- إرنست هوفمان
- أرنولد سومرفيلد
- إيمانويل كانت
- ديفيد هيلبرت
- غوستاف روبرت كيرشهوف
- كريستيان غولدباخ
- هيرمان مينكوفسكي
- يوهان جوتفريد هردر

## حاصلون على الدكتوراه الفخرية
- كارل ويرستراس